# El Barraco
El Barraco es un municipio y localidad española de la provincia de Ávila, en la comunidad autónoma de Castilla y León.   El término municipal tiene una población de 2027 habitantes (INE 2024). La localidad está situada a una altitud de 1008 m sobre el nivel del mar.

## Geografía
Está situado al sureste de la provincia de Ávila, en la comarca natural del Valle del Alberche. Además de El Barraco, en el municipio existen otros tres núcleos de población: Arroyo de la Parra, Las Cruceras y La Rinconada del Valle. El municipio de El Barraco se extiende sobre 153 km². 

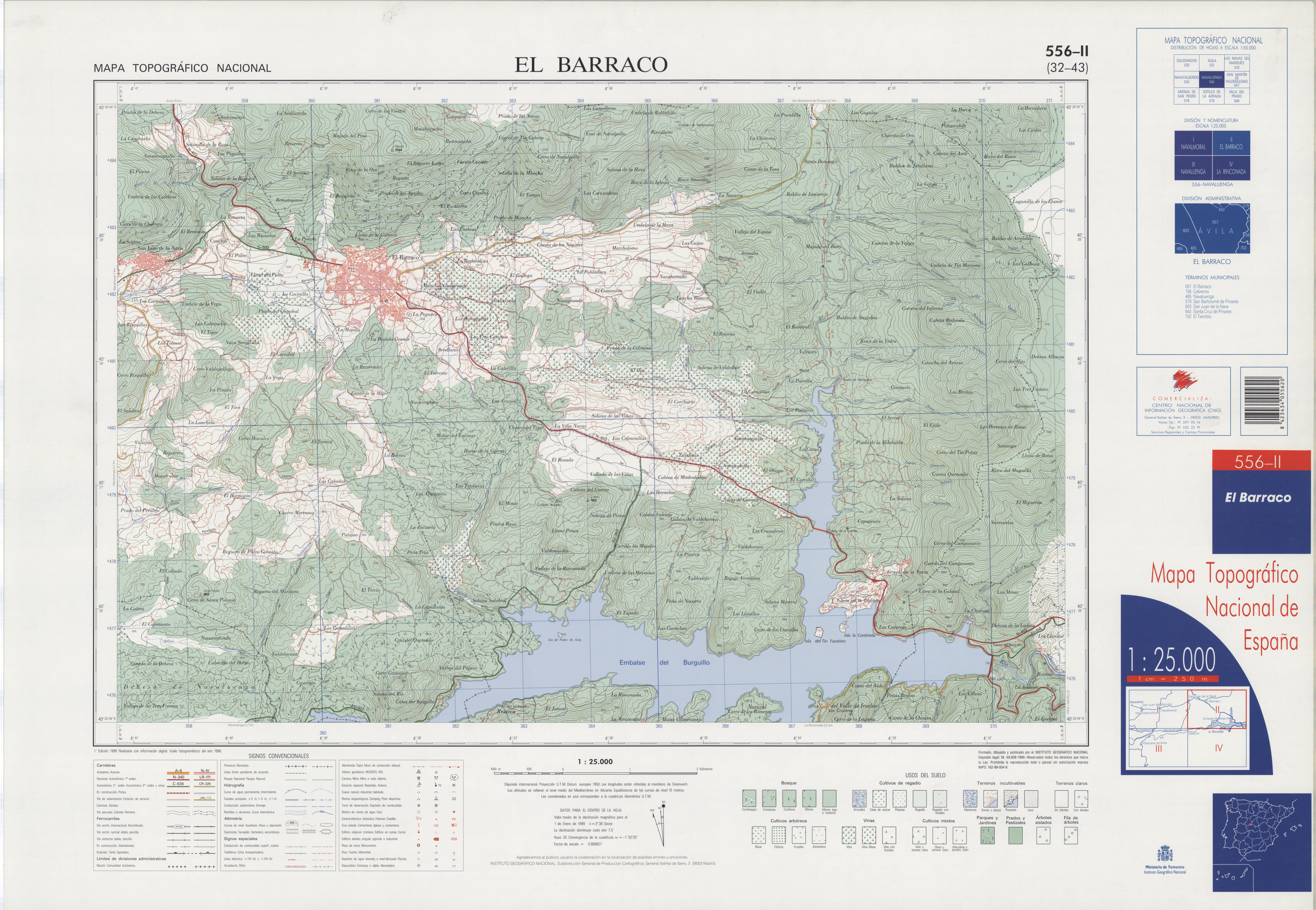
Hoja 556-II del Mapa Topográfico Nacional, correspondiente a la localidad.

También, al este, se encuentra el embalse de El Burguillo, situado en la subcuenca del río Alberche, en su término municipal y próximo al término El Tiemblo, dentro de la provincia de Ávila. 
Es el resultado de la construcción de esta presa (la primera presa que reguló el curso del Alberche) data de 1913. Sus aguas están destinadas al abastecimiento, riego agrícola y generación de electricidad hidráulica. Está gestionada por la Confederación Hidrográfica del Tajo. Se permiten ciertos usos recreativos.
La localidad de El Barraco se encuentra situada a una altitud de 1008 m sobre el nivel del mar.
| Noroeste: Riofrío                | Norte: Tornadizos de Ávila           | Noreste: Santa Cruz de Pinares y San Bartolomé de Pinares |
| Oeste: San Juan de la Nava       |                                      | Este: Cebreros                                            |
| Suroeste: Navaluenga y La Adrada | Sur: Casillas y Sotillo de la Adrada | Sureste: El Tiemblo                                       |

## Historia

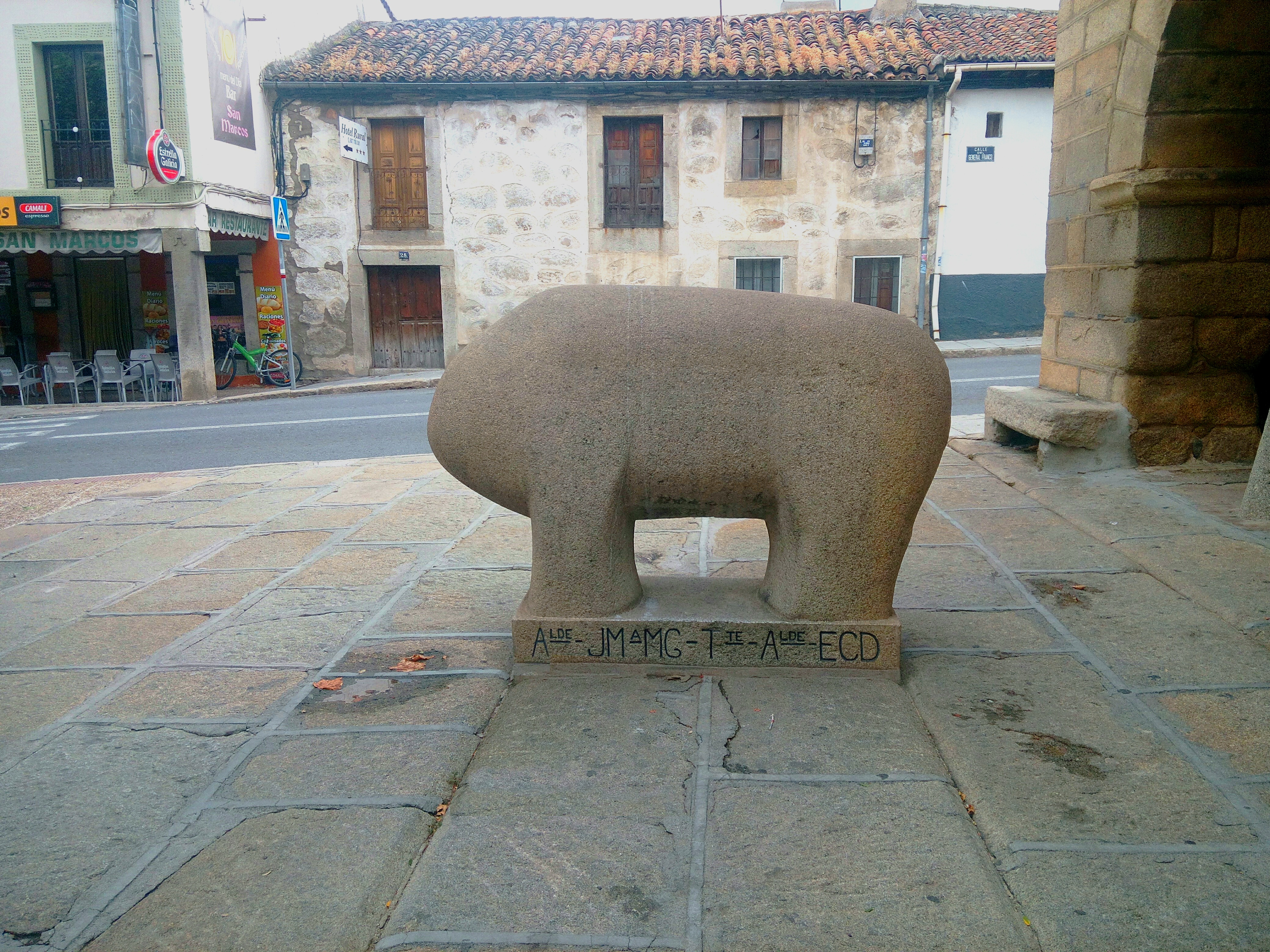
Reconstrucción del verraco original celta-vetón

La historia de los asentamientos humanos en esta zona se dilata largamente en el tiempo. Sus inicios documentados hasta la fecha se establecen durante la cultura de los Verracos, característica de los vetones, allá por el siglo VI a. C.
Tras la dominación romana de la península ibérica, situando a esta zona en la provincia de Lusitania, los musulmanes ocuparon el territorio hasta la llegada de los reinos cristianos del norte que, tras siglos de luchas, establecieron el límite de la Extremadura castellana mucho más al sur y ocupando esta tierra de El Barraco.
Hacia mediados del siglo XIX, el lugar tenía contabilizada una población de 1099 habitantes. Aparece descrito en el cuarto volumen del Diccionario geográfico-estadístico-histórico de España y sus posesiones de Ultramar de Pascual Madoz de la siguiente manera:

BERRACO (el): l. con ayunt. en la prov. y dióc de Avila (4 leg.), part. jud. de Cebreros (3), aud. terr. de Madrid (17), c. g. de Castilla la Vieja (Valladolid 22): sit. en una llanura ventilada por los lados E., S. y O. y resguardada del N. por una montaña llamada la Cabrera: es de clima desigual y frio, y se padecen intermitentes, pulmonias, dolores de costado y carbunclos: tiene 270 casas de 20 pies de altura en lo general formando calles empedradas y bastante largas: hay casa de ayunt. que es el edificio mas notable, construida de piedra silleria labrada, con dos arcos que forman un portal sobre el cual hay un balcon volado y la sala de sesiones; en el piso bajo están la cárcel y el pósito; su altura total de 50 pies dando vista á la plaza principal, en la que hay tambien una fuente con su taza y pilar de piedra, que no corre en el dia; otras 7 fuentes en diferentes puntos de la pobl. escasas de agua algunas, pero de buena calidad y los pozos que tienen la mayor parte de las casas, dan surtido al vecindario; hay escuela de instruccion primaria con la dotacion de 1,100 rs. y asisten 80 niños y 4 niñas; igl. parr. dedicada á la Asuncion de Ntra. Sra.: el edificio es obra del celebre Juan de Herrera, todo de piedra silleria labrada, y al lado O. de la torre se halla la campana del reloj: en los afueras se hallan las ermitas de Ntra. Sra. de la piedad, de la Soledad, de San Sebastian, y el cementerio que no perjudica á la salud pública. Confina el térm. por N. con el de Sta. Cruz de Pinares; E. Cebreros y el Tiemblo; S. Navaluenga; O. San Juan de la Nava; á 1/2 leg. próximamente por todos los puntos, y comprende 5,235 fan. de tierra de las que se cultivan 2,492 y son 48 de primera calidad, 330 de segunda y las restantes de tercera, quedando todas las incultas para pastos, por no admitir otro destino. á dist. de 1/4 de leg. E. de la pobl. está la ermita de San Marcos: algo mas cerca al S. se encuentra un monte de encinas de unos 5,000 pies y otro al N. de pinos negrales, muy bien poblado: á 1/2 cuarto de leg. pasa un arroyo denominado la Garganta que marcha de O. á E., de curso perenne y de poca agua, pues en el estio apenas proporciona io necesario para lavar la ropa: tiene su origen de varios manantiales, que hay á la subida del puerto de Palomera, siendo mas ó menos abundante segun lo es de nieve el invierno, en cuyo tiempo corre lo bastante para dar movimiento á 4 molinos harineros sit. en su marg.; se incorpora al r. Alberche á una leg. del pueblo, cerca del puente del Burguillo que se halla en el camino que dirige al Tiemblo, dentro de este término, cuyo puente de cinco arcos y de bastante elevacion es todo de silleria labrada; en el mismo r. hay otros molinos harineros. El terreno es montuoso formando colinas y cord. elevadas cubiertas de espesos pinos y malezas: pasa por medio del pueblo un camino de herradura que conduce de Avila á Talavera de la Reina. prod. trigo, centeno, cebada, garbanzos, lino y patatas; se mantiene bastante ganado vacuno, lanar, cabrio, de cerda, y se cria mucha caza de todas clases, animales dañinos y buena pesca de anguilas, truchas y barbos en la garganta y en el r. ind.: fabricacion de artesas y otros útiles de madera. pobl.: 270 vec., 1,099 alm. cap. prod.: 2.165,625 rs. imp.: 86,625. Producto representativo do la riqueza ind. y fabril 11,200. contr.: 20,102 rs. 22 mrs. presupuesto municipal 8,000, del que so pasan 1,500 al secretario por su dotacion y se cubre con el valor de la bellota, pinares, 80 obradas de tierra. 10 de prado que pertenecen á los propios, y repartimiento vecinal: éste pueblo era ald. de Avila y se hizo v. en 1347 por privilegio del rey D. Fernando IV.
(Madoz, 1846, pp. 284-285)

## Demografía
El Barraco cuenta con una población de 2027 habitantes (INE 2024).
| Gráfica de evolución demográfica de El Barraco entre 1842 y 2021 |
| |
| Población de derecho según los censos de población del INE. Población de hecho según los censos de población del INE.En estos censos se denominaba Barraco: 1842, 1857, 1860, 1877, 1887, 1897, 1900, 1910, 1920, 1930, 1940, 1950, 1960, 1970, 1981 y 1991. |

| 2047                      | 2046 | 2053 | 2064 | 2090 | 2109 | 2129 | 2156 | 2165 | 2101 | 2077 |
| (Fuente: INE [Consultar]) |      |      |      |      |      |      |      |      |      |      |

## Monumentos y lugares de interés

Nombre pasado 'Vetton' (celta).
(Detalle circular de 360° para su descripción añade la proporción de estatura del canon del humano [+/- 1,70 m de altura].)

- 1 - El arte primitivo rupestre de Escudo El Berraco/El Verraco-Veton. Emblema e imagen de escudo y bandera del pueblo en honor a su pasado celta de origen "vetón".
- 2 - La Iglesia de Nuestra Señora de la Asunción, templo que data del siglo XVI.
- 3 - Puente Nueva de la localidad de El Barraco, obra realizada por los romanos durante su dominación.
- 4 - Los núcleos medievales de Avellaneda, Navalmulo o Navacarros, entre otros, hoy deshabitados, son ejemplo del pasado histórico del término.
- 5 - Rutas y visitas a través del Valle de Iruelas.
- 6 - La Torre de la Gaznata, obra de principios del siglo XIII.
- 7 - La románica tardía y católica ermita de la Piedad.
- 8 - El peculiar edificio de la Casa Consistorial, construcción civil del siglo XVI.
- 9 - El arte primitivo rupestre de El Piedro Co'Gordo. Así pues, decir que el monumento Piedro Co'Gordo de "El Barraco" más antiguo del pueblo es una arquitectura primitiva de tipo rústico, realizada (o construida de forma natural por obra de la naturaleza, pues es fácil encontrar arquitecturas de piedra con cierta facilidad), está compuesta en piedra de granito (piedra natural en la región y zona), que, además, está decorada en honor del Santísimo Cristo de Gracia, (patrón del pueblo, con una cruz cristiana en su punto más alto.

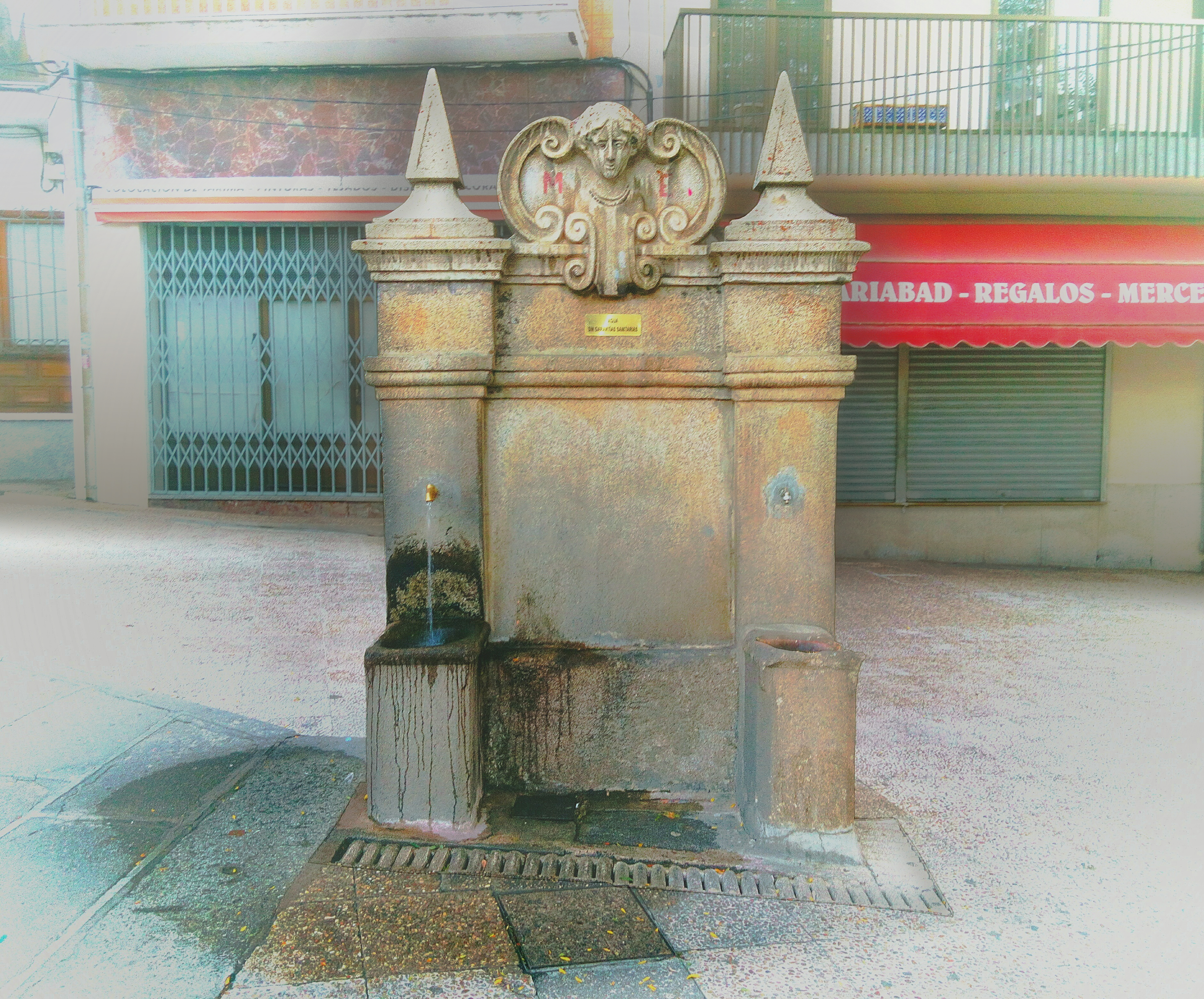
Fontana junto al ayuntamiento

Los primeros seres humanos que habitaron la región donde se asentó el pueblo de "El Barraco" en la comarca del Alberche, podrían ya haber encontrado esta colosal formación geológica que brinda con piedra granítica la zona sur de la población donde cerca nace el camino al Arrejondo (el viejo arroyo). Así, los lugareños dejaron su impronta imperecedera en la cúspide de una angosta obra formada por dos grandes rocas (una sobre la otra). Sus sorprendentes formas abstractas y amorfas han sobrevivido casi 4000 años. 

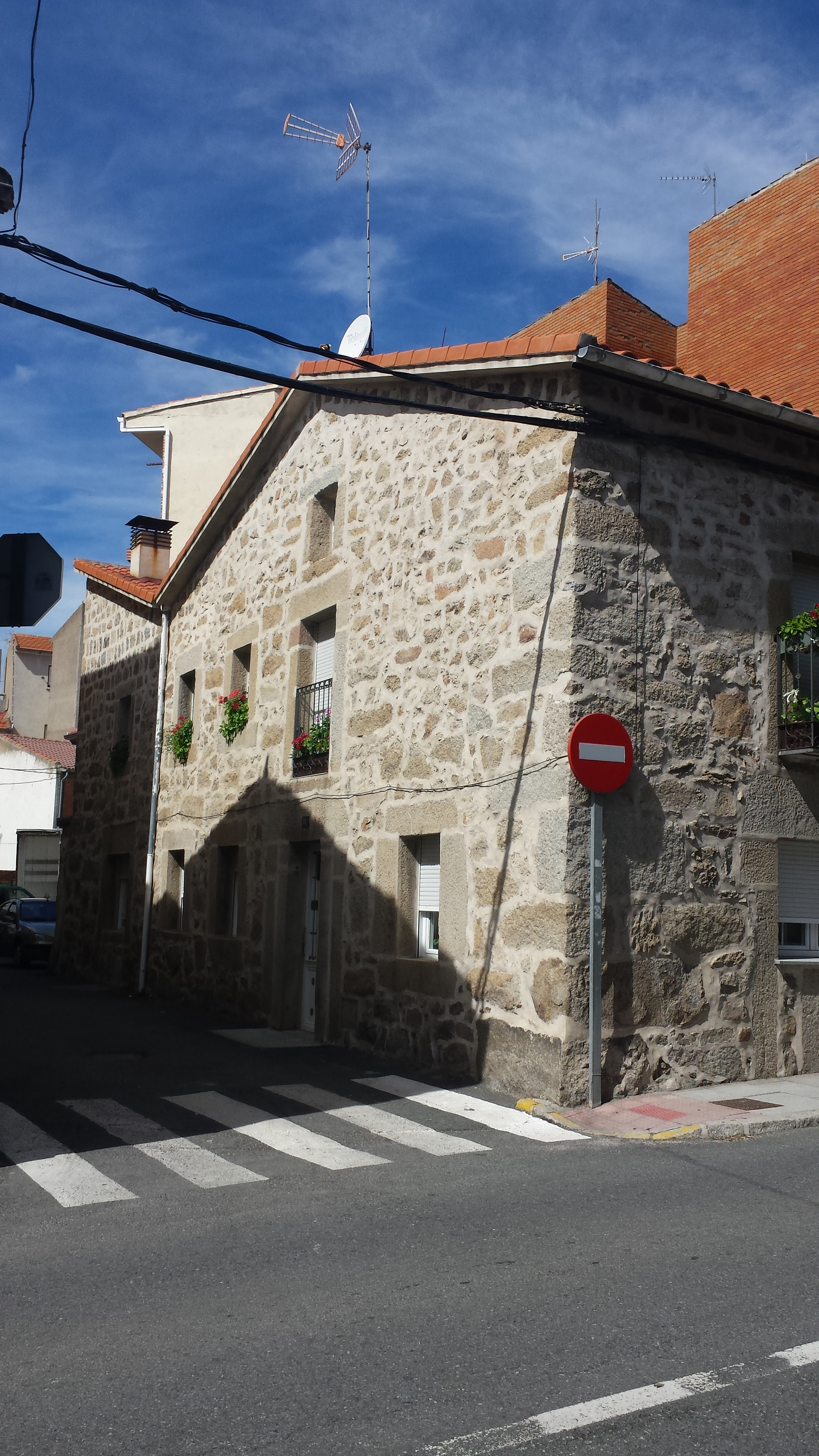
Casa de piedra en El Barraco

Estas grandes rocas, a poca distancia desde la plaza del ayuntamiento, en un paraje ligeramente elevado sobre piso de roca igualmente, pertenecen a una finca pública. Es accesible al público y se halla en el área de la calle de la Feria, camino del mercadillo del sábado y de la plaza de toros.
El arte rupestre prehistórico es, esencialmente, una expresión espiritual primitiva; se halla en roca y es la primera manifestación que en la zona, y desde la era prehistórica, ha hecho al hombre a través de su capacidad, antes que comenzase la escritura. Siendo la manifestación artística natural considerada como una de las más antiguas de las que se tiene constancia, en "El Barraco" ya que existen testimonios que se remontan a  los pueblos celtíberos de Iberia, como los Toros de Guisando próximos.

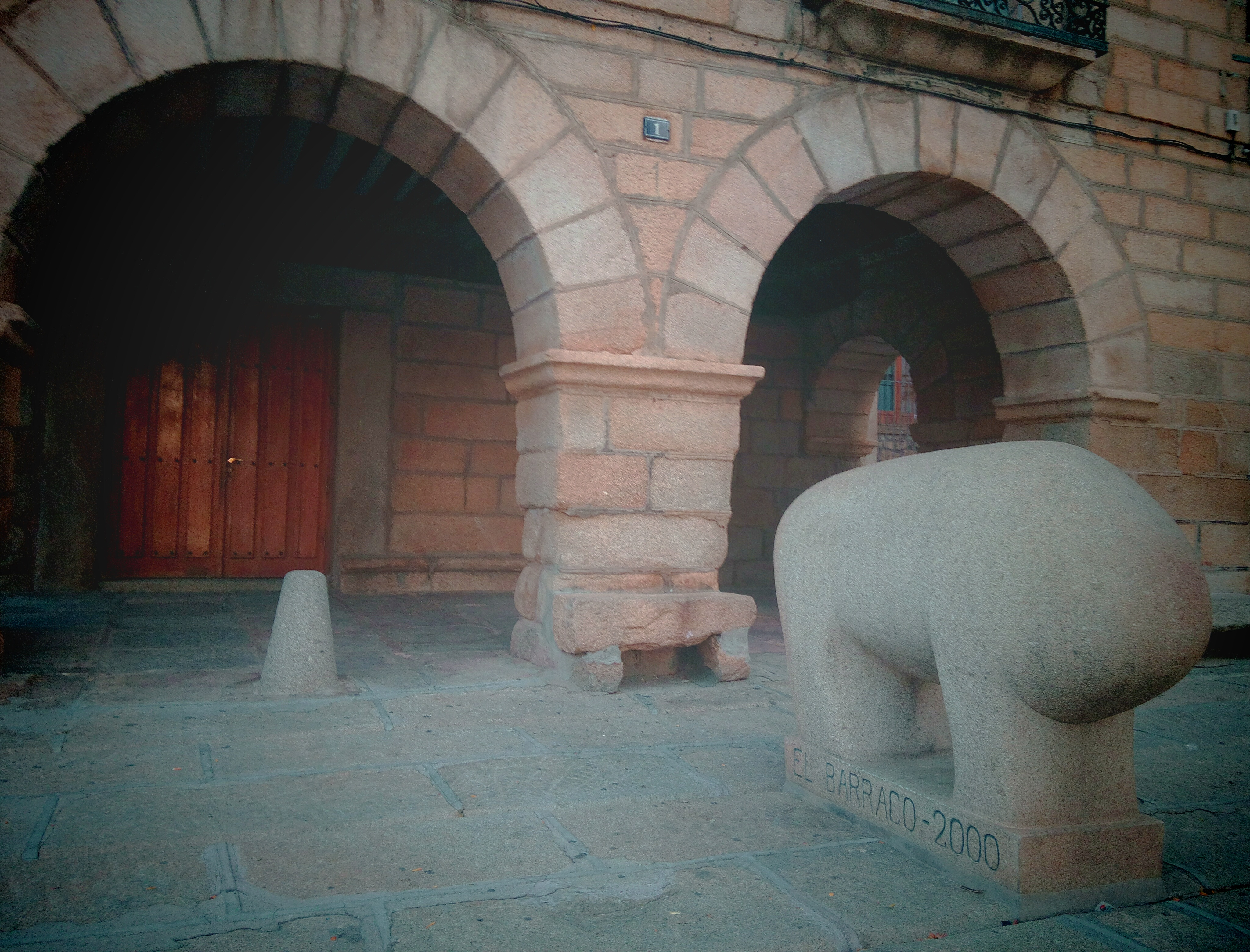
Reconstrucción del verraco original vetón

El hombre "barraqueño" ha ido representando en piedras, paredes rocosas y casas a animales, objetos o plantas, de firma rupestre donde reflejan los sucesos de la vida cotidiana,... con figuras, signos, entre otros. Por ello, se considera "El Piedro Co'Gordo" la obra más antigua que representan el pensamiento y la destreza de la persona que realizó el asentamiento del pueblo (es Dios). Es por ello por lo que se piensa que antes de aparecer la escritura de los lugareños en la vida humana (quizás la más antigua es celtíbera), aparecieron las obras rupestres reflejando los pensamientos, creencias y vivencias.

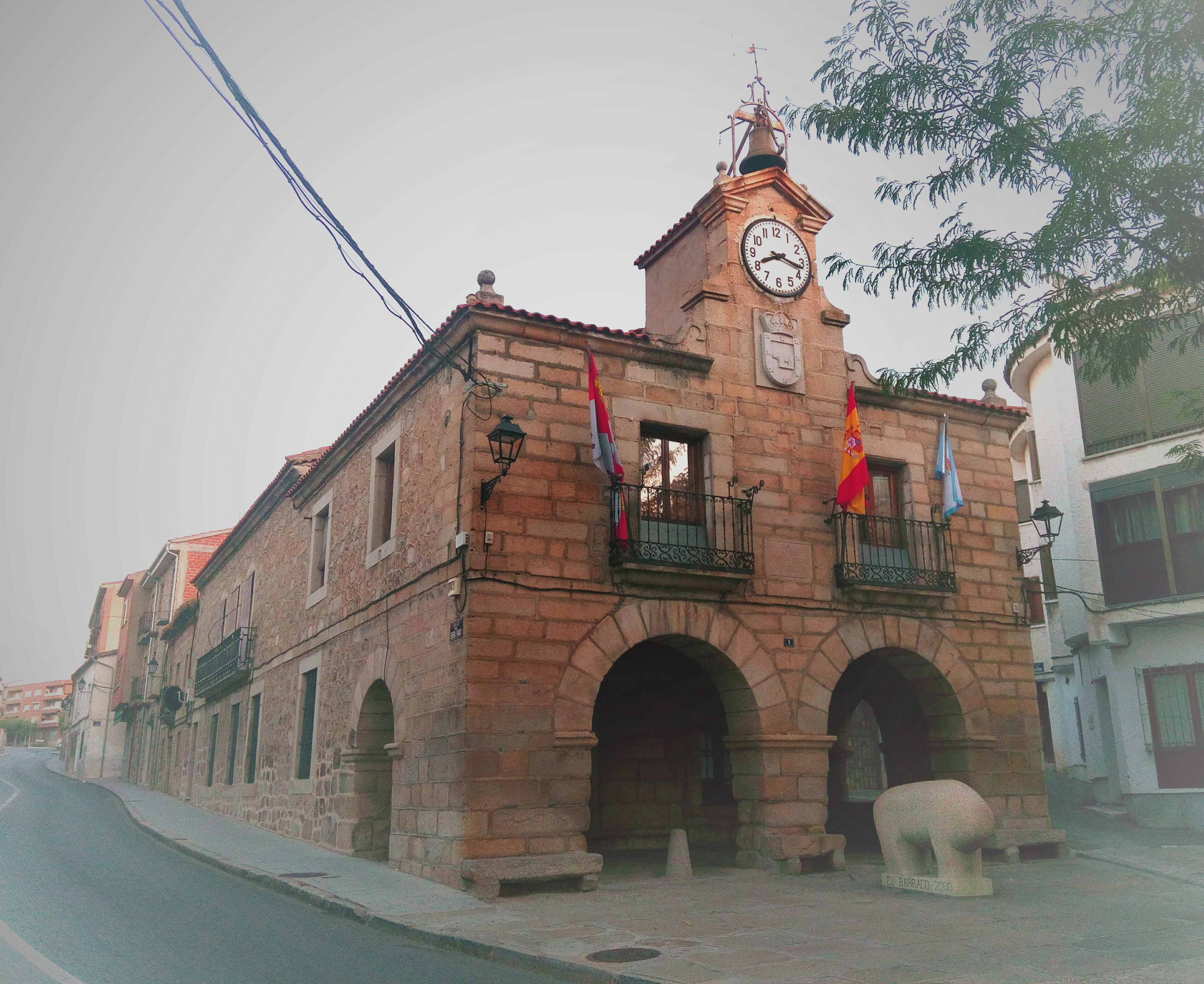
Casa consistorial y avenida de Ávila, antigua Calle Real Mayor de Arriba.

No había un determinado sitio para emplazar o situar estas piedras y es por eso por lo que ha sido de gran dificultad encontrar alguna de ellas ya que muchas se encontraban lejos de donde ellos habitaban. Lo normal en la piedra era tallar una imagen de algún animal. Por ello el "Piedro Co'Gordo" fue un importante hallazgo frente a lo considerado más común de lo rupestre. Al principio este hallazgo se negó su autenticidad, pensando que la sociedad prehistórica no tenía la capacidad para crear estas representaciones. Pero cuando se encontraron más hallazgos de estas representaciones en Francia y España la opinión cambió. Realmente no tenían una técnica  muy elaborada. 
Por  lo que respecta a la motivación nos encontramos con que tienen una fuerte carga mágico-religiosa; así, cuando se trata de este tipo de situación, es común que se hallen en las zonas más recónditas. Todo indica que el monumento es un lugar ritual, tal vez un primitivo templo, ya que hoy lo es cristiano.

## Administración y política
El alcalde del municipio es José María Manso González, del Partido Popular. Manso González se hizo con la alcaldía por octava vez consecutiva en las elecciones municipales de 2019.

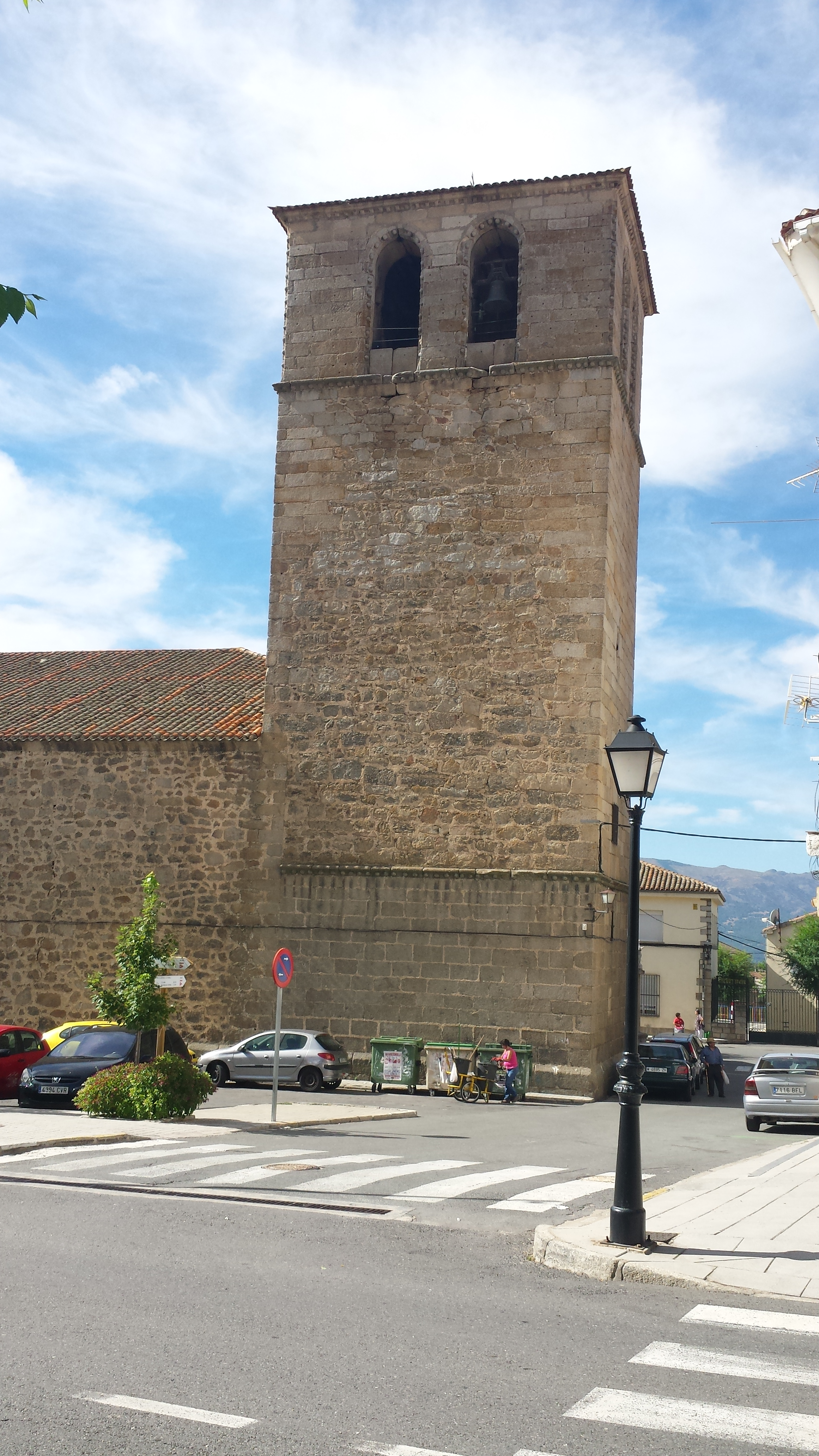
Campanario de la iglesia parroquial de Nuestra Señora de la Asunción

## Fiestas y tradiciones

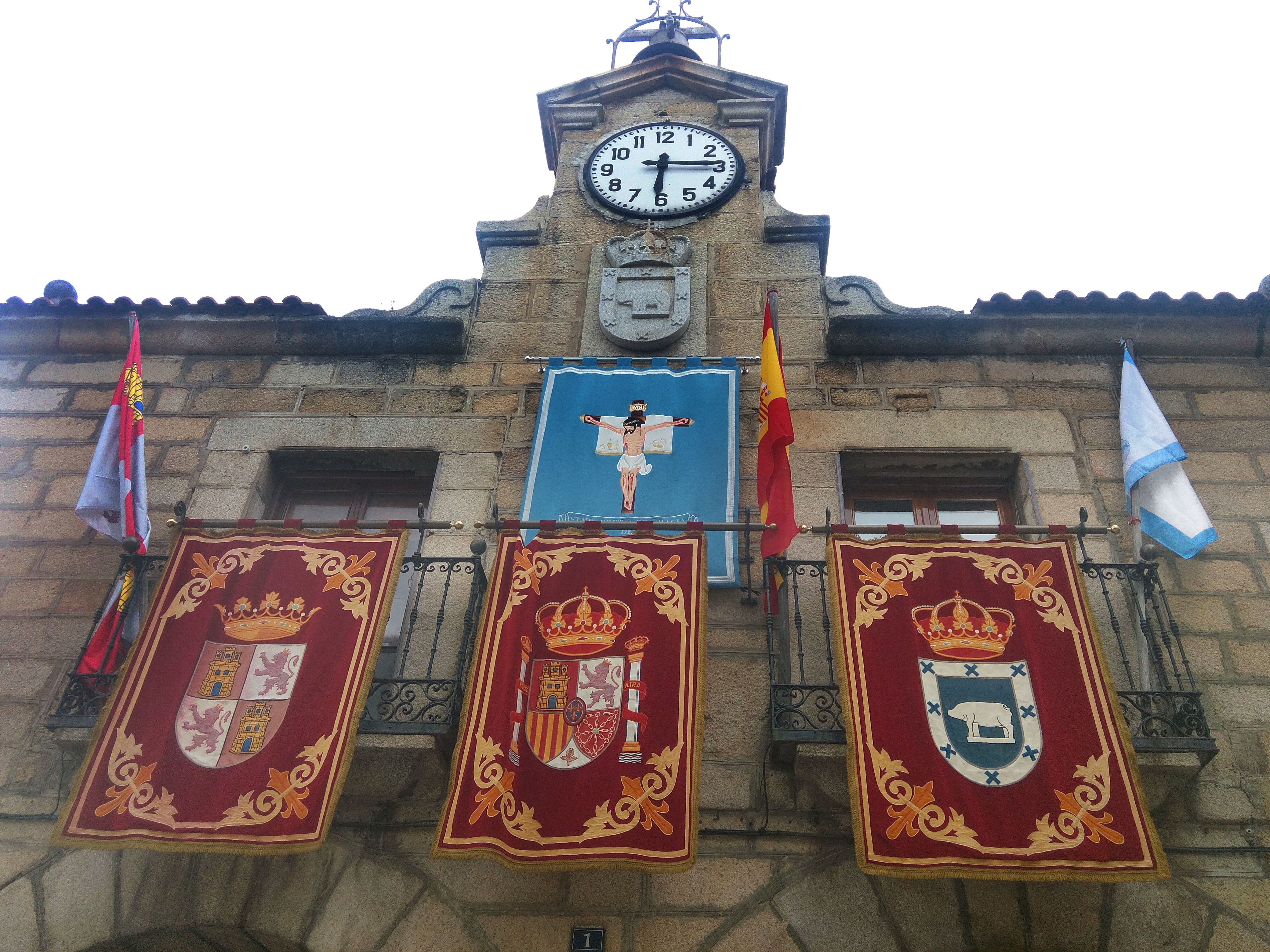
Ayuntamiento durante las fiestas del Santisimo Cristo de Gracia (2016)

- 1 - La fiesta de Las Candelas (o Candelaria) se organiza durante el primer domingo que sigue al día 2 de febrero.
- 2 - La fiesta de la celebración de Los Carnavales.
- 3 - La fiesta de la Romería de San Marcos, tiene lugar el domingo siguiente al 25 de abril.
- 4 - La fiesta del verano (en plural fiestas), a mediados de agosto, tras la festividad de La Paloma (con típica verbena).
- 5 - Las fiestas patronales en honor al Santísimo Cristo de Gracia son a mediados del mes de septiembre.
- 6 - También la fiesta de Los Quintos, con sus trajes y avíos así como sus cantos, coplas, poemas y jotas.

## Deporte
De la localidad han salido varios ciclistas profesionales de renombre, entre los que se encuentran Ángel Arroyo, el fallecido José María «el Chava» Jiménez o Carlos Sastre—. Principalmente se debe al trabajo de la Fundación Provincial Deportiva Víctor Sastre, que se encuentra en la localidad, de donde han salido grandes ciclistas como los que se citan en el apartado siguiente.[cita requerida]

## Símbolos
El escudo y la bandera que representan al municipio fueron aprobados oficialmente por decreto el 10 de septiembre de 1993. El blasón del escudo heráldico es el siguiente:

Escudo en campo de azur, escultura zoomorfa protohistórica de verraco en plata; bordura de plata con ocho aspas de azur. Timbrado de la Corona Real Española.
Boletín Oficial de Castilla y León nº 243 de 21 de diciembre de 1993

La descripción de la bandera es la siguiente:

Bandera cuadrada, (proporción 1:1) blanca, con bordura de azul celeste, y brochante al centro el escudo municipal.
Boletín Oficial de Castilla y León nº 243 de 21 de diciembre de 1993

El himno de El Barraco fue compuesto por el maestro Aúreo Herrero Arranz y estrenado bajo su dirección personal en la plaza de toros municipal, el 13 de septiembre de 1983, con motivo de las fiestas patronales en honor del Santísimo Cristo de Gracia.